# 石井諒太郎
石井 諒太郎（いしい りょうたろう）は、日本のゲームプロデューサー。
スクウェア・エニックスの第9ビジネスディビジョンに所属。

## 略歴
スクウェア・エニックスに入社後、『ブレイブリーアーカイブ ディーズレポート』、『グリムノーツ』、『ディアホライゾン』、『グリムエコーズ』のプロデュースを行う。
物議を醸す発言をすることも多く、はちま起稿の管理人との飲み会の写真をTwitterにアップし炎上した経験を持つ。
Twitterを使いユーザーのコミュニケーションを取ることが多く、定期的にTwitterで届いたリプに返信するという事を行っている。
リプを返す時間の事をクソリプタイムと自称し、全てに真面目に返すわけではなく大喜利的な側面も持つ。
グリムノーツのサービス終了の際に自身のnoteにて「売上の低下による打ち切り」「健全なゲームでなくなってるなと思う」というような内容を赤裸々に書き記し話題となった。

## 作品
- ドラゴンクエスト モンスターパレード （PC）：プロジェクトアシスタント
- ブレイブリーアーカイブ ディーズレポート （Android/iOS）：プロデューサー
- グリムノーツ （Android/iOS）：プロデューサー
- グリムノーツ the Animation （アニメ）：プロデューサー
- ディアホライゾン （Android/iOS）：プロデューサー
- グリムエコーズ （Android/iOS）：プロデューサー